# Ingrid Marie (manzana)
Ingrid Marie es una variedad cultivar de manzano (Malus domestica).
Criada en la isla de Fyn, Dinamarca, alrededor de 1910. Las frutas tienen una carne firme, crujiente, de textura fina y jugosa con un sabor justo. Grietas alrededor del ojo en algunas estaciones.

## Sinónimos
- "Christmas apple",
- "Hoed Orange",
- "Marie".

## Historia
'Ingrid Marie' es una variedad de manzana, obtención en 1910 encontrado como una semilla inesperada en el jardín de la escuela Hoed cerca de Flemloese en la isla de Fionia (Fyn) en Dinamarca. Fue nombrado en recuerdo de la hija del maestro K. Madsen, quien murió a una edad muy temprana. Más tarde fue comercializado por C. Matthiesen de Korsor. En 2003, las pruebas de ADN confirmaron que se trataba de un cruce entre 'Cox's Orange Pippin' y 'Guldborg'.
'Ingrid Marie' se cultiva en la National Fruit Collection con el número de accesión: 1968 - 017 y Accession name: Ingrid Marie.

## Progenie
'Ingrid Marie' es el Parental-Madre de la variedades cultivares de manzana:
- Alice
- Aroma
- Ingol[4]

'Ingrid Marie' es el Parental-Padre de la variedades cultivares de manzana:
- Odin
- Elstar
- Kim[4]

'Ingrid Marie' es el origen de Desportes de variedades cultivares de manzana:
- Red Ingrid Marie

## Características

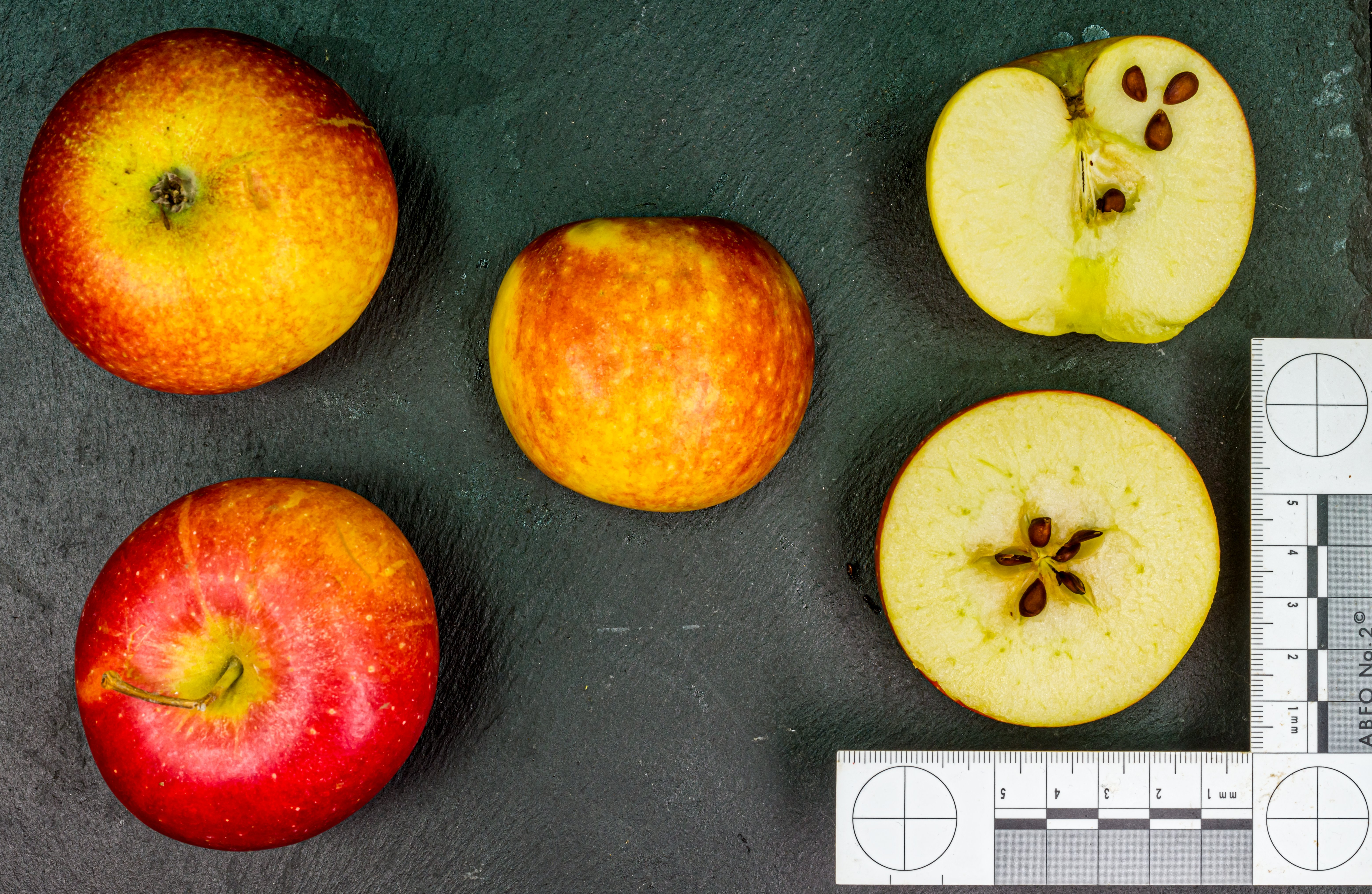
La manzana 'Ingrid Marie' seccionada.

'Ingrid Marie' tiene un tiempo de floración que comienza a partir del 10 de mayo con el 10% de floración, para el 14 de mayo tiene una floración completa (80%), y para el 22 de mayo tiene un 90% de caída de pétalos.
'Ingrid Marie' tiene una talla de fruto de mediano a grande; forma globosa algo aplanada y ligeramente acanalada; con ligero acostillado; epidermis con color de fondo amarillo que tiende a dorado a medida que la manzana madura, con importancia del sobre color medio-alto, color del sobre color rojo, distribución del sobre color chapa/pinceladas, presentando chapa de color rojo oscuro, con pinceladas de un matiz azulado cuando está completamente maduro, acusa punteado abundante fino, de color tostado claro que son más abundantes hacia el ojo y bastante dispersas hacia el tallo, y con "russeting" (pardeamiento áspero superficial que presentan algunas variedades) bajo; pedúnculo largo y delgado, colocado en una cavidad peduncular ancha, con profundidad de cavidad peduncular profunda con placa ruginosa, y con importancia del russeting en la cavidad peduncular media.
La carne es de color crema, el color rojo de la piel continúa en la carne debajo de ella; textura firme, fina, jugosa; sabor dulce con una leve acidez, es ligero y recuerda al parental 'Cox's Orange Pippin'.
Su tiempo de recogida de cosecha se inicia a finales de septiembre, Mantiene dos meses en almacenamiento en frío, pero la manzana tiende a volverse harinosa.

## Uso
Se usa como manzana de mesa fresca, como tal, se adapta mejor a los huertos familiares.